# Chobits Original Soundtrack 001
Chobits Original Soundtrack 001 — первая часть саундтрека к аниме-телесериалу «Чобиты», который был создан по одноимённой манге компанией Madhouse. Ведущим автором музыки аниме-телесериала является композитор Кэйтаро Таканами (яп. 高浪 敬太郎 Таканами Кэйтаро).
Первая половина состоящего из двух частей альбома-саундтрека. Содержит ремикс на открывающую тему «Let Me Be with You», первую закрывающую тему «Raison d’Être» и 10 прочих музыкальных тем сериала. Первоначально выпущен на территории Японии лейблом Victor Entertainment 3 июля 2002.
В обзоре сайта Mania.com саундтрек получил 4 балла из 5. Диск, по мнению критика, содержит приподнимающие настроение, хотя несколько однообразные в своей массе песни и музыкальные треки.
| №   | Название                                                                                                   | Музыка             | Длительность |
| --- | --- | ------------------ | ------------ |
| 1.  | «Morning, morning»                                                                                         | Кэйтаро Таканами   | 1:14         |
| 2.  | «Love of babble»                                                                                           | Кэйтаро Таканами   | 2:35         |
| 3.  | «Let me be with you» (New Step mix, вокал — Nino, слова — Катцутоси Китагава, аранжировка — «Round Table») | Катцутоси Китагава | 4:50         |
| 4.  | «And the world also starts today»                                                                          | Кэйтаро Таканами   | 3:36         |
| 5.  | «Men's club»                                                                                               | Кэйтаро Таканами   | 3:34         |
| 6.  | «Portrait of tenderness»                                                                                   | Кэйтаро Таканами   | 3:16         |
| 7.  | «Touch'n go»                                                                                               | Кэйтаро Таканами   | 3:03         |
| 8.  | «Breathless»                                                                                               | Кэйтаро Таканами   | 2:54         |
| 9.  | «Tedious scribble»                                                                                         | Кэйтаро Таканами   | 3:05         |
| 10. | «Play in the early afternoon»                                                                              | Кэйтаро Таканами   | 2:52         |
| 11. | «Two of us»                                                                                                | Кэйтаро Таканами   | 2:29         |
| 12. | «Raison d'Être» (Вокал — Риэ Танака, слова — ACKO)                                                         | Руи Нагаи          | 4:06         |